# John Akar
John Akar (ur. 1927, zm. 1975) – sierraleoński dziennikarz i dyplomata.

## Życiorys
Urodził się w Rotifunk w obecnym dystrykcie Moyamba. Tam też odebrał podstawy edukacji. Kształcił się następnie w Albert Academy w stołecznym Freetown. Studiował teatrologię, taniec i dziennikarstwo w Wielkiej Brytanii, Stanach Zjednoczonych, Francji oraz Indiach Zachodnich. W 1957 mianowany dyrektorem programowym sierraleońskiej telewizji publicznej, w 1960 został przesunięty na stanowisko jej szefa. Starał się nadać kierowanej przez siebie instytucji bardziej rodzimy charakter, występował przeciwko traktowaniu kultury brytyjskiej jako wzorca, który mieszkańcy Sierra Leone winni jedynie naśladować.
Założyciel Narodowego Zespołu Tańca, uznawał go za cenny instrument rozbudzania ze sierraleońskiego dziedzictwa kulturowego. Zespół ten, pod kierownictwem Akara, został uznany za najlepszą grupę taneczną na targach w Nowym Jorku w 1964. Występował też z powodzeniem w krajach zachodniej Europy. Przez pewien czas pracował w sierraleońskiej dyplomacji, był ambasadorem w Stanach Zjednoczonych oraz wysokim komisarzem w Kanadzie oraz Jamajce. Skomponował muzykę do hymnu narodowego Sierra Leone.